# Hands of Stone
Pour plus de détails, voir Fiche technique et Distribution.
Hands of Stone est un film américano-panaméen réalisé par Jonathan Jakubowicz, sorti en 2016.

## Synopsis
En 1968, le boxeur panaméen Roberto Durán, surnommé « mains de pierre », commence sa carrière professionnelle, à l'âge de 16 ans. Il ne se retira qu'en 2002... alors âgé de 50 ans !

## Fiche technique
Sauf indication contraire, les informations mentionnées dans cette section peuvent être confirmées par la base de données cinématographiques IMDb,  présente dans la section « Liens externes ».
- Titre original : Hands of Stone
- Réalisation : Jonathan Jakubowicz
- Scénario : Jonathan Jakubowicz
- Direction artistique : Tomas Voth
- Décors : Lisa Vasconcellos
- Costumes : Graciela Mazón
- Photographie : Miguel Ioann Littin Menz
- Montage : Ethan Maniquis
- Musique : Angelo Milli
- Production : Jonathan Jakubowicz et Jay Weisleder
- Sociétés de production : Fuego Films, Epicentral Studios, La Piedra Films, Panama Cinema, Vertical Media et Large Screen Cinema Productions
- Société de distribution : The Weinstein Company (États-Unis)
- Budget : 20 millions de dollars
- Pays d’origine :  États-Unis,  Panama
- Langue originale : anglais
- Format : Couleur - 35 mm - 2,35 : 1 - son Dolby numérique
- Genre : drame biographique, sport
- Durée : 105 minutes
- Dates de sortie[1] :
  - France : 16 mai 2016 (présentation hors compétition au festival de Cannes 2016), 1er février 2020 en VOD
  - États-Unis : 26 août 2016

## Distribution

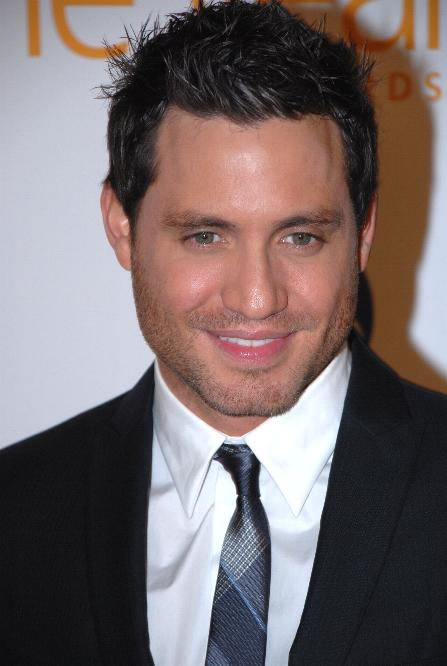
Édgar Ramírez, interprète du rôle de Roberto Durán.

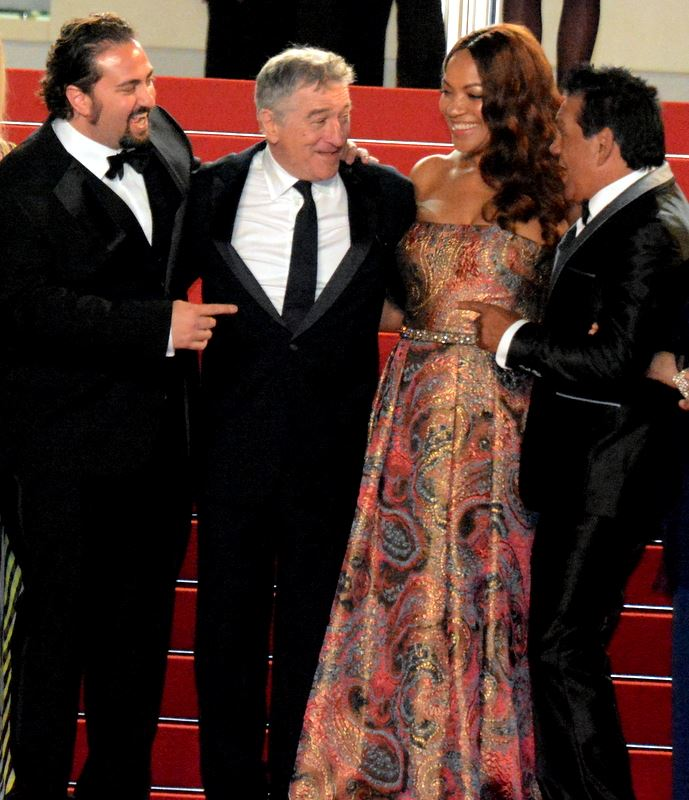
Le réalisateur Jonathan Jakubowicz (à gauche) en compagnie du vrai Roberto Durán (à droite) au festival de Cannes. Au centre, l'acteur Robert De Niro et son épouse Grace Hightower.

- Édgar Ramírez : Roberto Durán
- Robert De Niro (VQ : Jean-Marie Moncelet) : Ray Arcel
- Ana de Armas : Felicidad Iglesias
- John Turturro : Frankie Carbo
- Ellen Barkin : Stephanie Arcel
- Usher : Sugar Ray Leonard
- Óscar Jaenada : Chaflan
- Drena De Niro : Adele
- Reg E. Cathey : Don King

## Autour du film
Ryan Kwanten et Gael García Bernal étaient initialement prévus au casting, respectivement dans les rôles de Ken Buchanan et Roberto Durán.
Ce film a été bloqué pour la région France sur Netflix en mars 2020.

## Distinctions
- Festival de Cannes 2016 : hors compétition